# São Martinho de Silvares

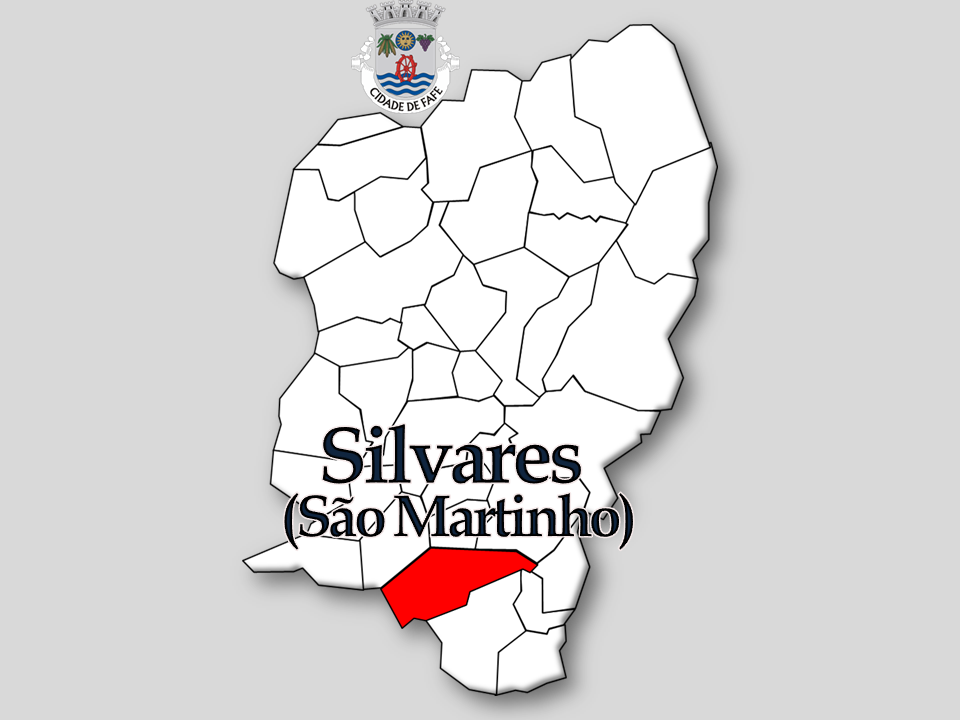
Localização da Freguesia de Silvares (São Martinho)

São Martinho de Silvares (oficialmente, Silvares (São Martinho)) é uma freguesia portuguesa do município de Fafe, com 6,29 km² de área e 1256 habitantes (censo de 2021). A sua densidade populacional é 199,7 hab./km².
Tem a zona sul da freguesia (Bugio) como ex-libris e localização de várias indústrias, principalmente na Zona industrial do Bugio (antiga Empresa Têxtil do Bugio).

## Demografia
A população registada nos censos foi:
| Ano  | 0-14 Anos | 15-24 Anos | 25-64 Anos | > 65 Anos |
| 2001 | 234       | 242        | 771        | 204       |
| 2011 | 190       | 158        | 756        | 221       |
| 2021 | 147       | 127        | 626        | 356       |